# Józef Wybicki
Józef Rufin Wybicki (Będomin, 29 settembre 1747 – Manieczki, 10 marzo 1822) è stato un patriota, politico e poeta polacco, noto per aver scritto il testo del futuro inno nazionale polacco sul motivo di una canzone popolare della sua terra.
Wybicki lo compose tra il 16 e il 19 luglio 1797 a Reggio Emilia, all'interno del palazzo vescovile.

## Biografia
Dopo la ricostituzione dello Stato polacco ebbe incarichi amministrativi e militari. Per questa attività fu decorato da Napoleone con l'onorificenza della Legion d'onore.